# Norgesparagraf
Als Norgesparagraf wird der § 3 der Wahlkapitulation des dänischen Königs Christian III. vom 30. Oktober 1536 bezeichnet. Er gehört zu den Schlüsseltexten der Reformationszeit in Dänemark und Norwegen und sollte das Ende der Eigenstaatlichkeit Norwegens bewirken.

## Inhalt
In der Wahlkapitulation, die Christian III. zum Schluss der Ständeversammlung am 30. Oktober 1536 unterzeichnete, heißt es in § 3:

„Och efftherthij att Norgis riige nw saa forringget er bode aff magtt och formwæ, och Norgis riigis jndbiggere jcke aldene formwæ att vnderholde thennom ænn herre och konnyng, och samme riige er dog forbundet att bliffue hoes Danmarcks krone till ewiig tiidt, och fleste parthenn aff Norgis riigis raadt, besønnerligenn erchebiscop Oluff, som nw er thet største hoffuett ther vdj riiget, nw vdj ænn kortte tiidtt er twendne gange mett meste partenn aff Norgis riigis raadt falldne frann Danmarcks riige emodt theres egene forplictellsze, tha haffue vij therfore loffuett och tilsagdt Danmarcks riigis raadt och aadell, att thersom gudt aldmegtiste thet saa forsiett haffuer, att vij samme Norgis riige eller nogre the ledmode, slotte, lande eller sysszell, som ther tiill hører, kunde bekrefftige eller bekomme vnder vortt hørszom, tha skall thet heer effther weere och bliffwe vnder Danmarcks krone, liige som eth aff the andre lande, Jutland, Fyenn, Sielandt eller Skonæ eere, och her effther jcke weere eller hede jngtet koninge riige for seg, menn eth ledemodt aff Danmarcks riige och vnder Danmarcks krone till ewiige tiidt; dog hues feigde ther aff kand komme, schulle Dan. riigis raadt och jndbiggere wære plictuge mett oss troligenn att hielppe vddraghe.“

„Nachdem das Reich Norwegen so sehr an Macht und Vermögen verringert worden ist und die Einwohner der Reiches Norwegen alleine einen Herrn und König nicht zu unterhalten vermögen und da nun dieses Reich mit Dänemarks Krone auf ewige Zeiten verbunden ist und da der größte Teil des norwegischen Rates, besonders der Erzbischof Olav, der nun der mächtigste Mann draußen im Reich ist und binnen kurzer Zeit zweimal mit dem größten Teil des norwegischen Reichsrates entgegen ihren Verpflichtungen vom dänischen Reich abgefallen ist, haben wir dem dänischen Reichsrat und Adel versprochen und zugesagt, dass, wenn es Gottes Wille ist, wir das gesamte norwegische Reich, seine Landesteile, Festungen und Verwaltungsbezirke, die dazu gehören, Unserer Regierung unterstellen, so dass es künftig unter Dänemarks Krone sein und bleiben soll, genauso, wie die übrigen Landesteile Jütland, Fünen oder Seeland, und künftig nicht mehr ein Königreich für sich sein und heißen soll, sondern ein Glied des dänischen Reiches unter Dänemarks Krone für alle Zeiten.“

Diese Bestimmung löste die Wahlkapitulation Christians I. und das sogenannte Bergentraktat von 1450 ab. Dort war bestimmt, dass Norwegen ein selbständiges Königreich sein und in Zusammenarbeit zwischen König und norwegischem Reichsrat regiert werden solle. Der König hatte sich aber daran nicht gehalten. Seine Zusage in der Wahlkapitulation, Norwegen regelmäßig aufzusuchen, hielt er nicht. Er kam nach seiner Krönung 1450 zweimal 1453 und 1455 zu Besuch und nur zweimal 1468 und 1478 zu Reichsversammlungen nach Bergen. Er regierte Norwegen ohne Beteiligung des norwegischen Reichsrates. Norwegen blieb sich selbst und zum Teil der gemeinsamen Kanzlei in Kopenhagen überlassen. Da es zu dieser Zeit keine effektive Zentraladministration in Norwegen gab, geriet die norwegische Schriftsprache allmählich in Verfall.
Der Wortlaut des Norgesparagrafen bedeutete die vollständige Einverleibung Norwegens in das dänische Königreich.

## Wertung
Diese Vorschrift ist Gegenstand einer eingehenden Diskussion in der neueren Geschichtsforschung. Grund dafür war nicht nur, dass die Begründung für unzutreffend gehalten wird, sondern auch, dass bezweifelt wird, dass die Vorschrift tatsächlich umgesetzt worden ist. Jedenfalls gilt als gewiss, dass es sicherheitspolitische Überlegungen gegenüber der Politik Kaiser Karls V. und des abgesetzten Königs Christian II. und Gustav Wasas mögliche Ansprüche auf Norwegen waren, die den dänischen Reichsrat dazu bewogen, Norwegen zu einem Teil Dänemarks zu erklären. Der Reichsrat sah die Reichseinheit dadurch bedroht, dass Norwegen eine eigene Königswahl zugestanden war, was für die Zukunft ausgeschlossen werden sollte. Während über die Motive Einigkeit besteht, sind die Wirkungen in der Zukunft umstritten.
Der folgende Text beruht im Wesentlichen auf dem in der Literaturliste genannten Aufsatz von Erling Ladewig Petersen.
Halvdan Koht meinte, dass die königliche Zusage an den Reichsrat erfüllt worden, aber Norwegen formell gleichwohl ein Königreich für sich geblieben sei. Johan Schreiner war hingegen der Auffassung, dass Christian III. seine Zusage an den Reichsrat in jeglicher Hinsicht erfüllt habe, indem Norwegen aufgehört habe, ein eigenes Reich zu sein, und bis 1814 eine dänische Provinz gewesen sei. Auch Arnold Ræstad kam zu diesem Schluss, da durch die Abschaffung des norwegischen Reichsrates Norwegen keine eigenen Rechte mehr gehabt habe und als Völkerrechtssubjekt rechtlich und faktisch ausgelöscht worden sei, aber der Norgesparagraf im Übrigen nicht durchgeführt worden sei, so dass Norwegen nun doch als eigenes Reich unter der dänischen Krone weiterexistiert habe.
Die Ursache für diese Mehrdeutigkeit liegt auch in der langen Periode, in der sich die Diskussion entwickelt hat. Sie zieht sich von der Auslegung im 16. Jahrhundert bis hin zur Diskussion über das Erbrecht des Königshauses gegenüber Norwegen zur Zeit des Absolutismus. Ab 1600 bekam Norwegen eine wachsende wirtschaftliche Bedeutung und in den späten Jahren Christians IV. auch eine wachsende Bedeutung für den Staatshaushalt.
Trotz seiner unmittelbar verständlichen Formulierung enthält der Norgesparagraf einige Auslegungsprobleme. Schon sein äußerlicher Charakter ist ungewöhnlich. Normalerweise sind Artikel einer Wahlkapitulation präzise Formulierungen über Verpflichtungen des Königs in eindeutig gehaltener juristischer Sprache. Demgegenüber ist der Norgesparagraf in einem eher vertragsmäßigen Stil mit ausführlicher Begründung gehalten. Außerdem hat er keine unmittelbare Wirkung, sondern der König verpflichtet sich lediglich, den gewünschten Zustand herzustellen.
Als Grund wird die Armut Norwegens, die zum Unterhalt eines eigenen Königs nicht ausreiche, und der zweimalige Abfall vom dänischen Reich angeführt. Es gab aber keine Untergrenze für den Unterhalt des Königs oder für die Aufrechterhaltung der inneren und äußeren Integrität. Dies war also kein zulässiges Argument, die Selbständigkeit eines bis dahin selbständigen Unionspartners zu beseitigen. Dem Argument fehlte jegliche Rechtsgrundlage. Daher bedurfte es einer weiteren Begründung. Sie bezog sich auf die Pflicht Norwegens, in der Union zu bleiben. Die Formulierung „er … forbundet“ im ersten Satz der Wahlkapitulation bedeutete im damaligen Sprachgebrauch eine vertraglich übernommene Verpflichtung. Sie war nach dem Text gegenüber Dänemarks Krone eingegangen. Abgefallen war es aber nach dem Text von Dänemarks Reich. Unter „Krone“ war die allgemeine Regierungsgewalt zu verstehen, die vom König und dem dänischen Reichsrat ausgeübt wurde. Aber schon in den vorangegangenen Generationen hatte das konstitutionelle Element in der Personalunion im Vordergrund gestanden. In der Kalmarer Union 1483 waren die beteiligten Staaten selbständig geblieben, mit eigenem Staatshaushalt, eigener Gesetzgebung und eigener Verwaltung.
Daher wird die Begründung, Norwegen sei zweimal vom Reich Dänemark abgefallen, einmal während des Winterfeldzuges Christians II. und einmal während der Grafenfehde, als staatsrechtlich unhaltbar angesehen. Vom dänischen Reich konnte Norwegen nicht abfallen, weil es nie dazu gehörte.
In einem diplomatischen Schreiben an die schottische Regierung heißt es, dass der König nach Norwegen reisen wolle, um mit dem norwegischen Reichsrat zu verhandeln, der ja noch bis zur Vereinigung der Reiche bestand. Weiter heißt es, dass der Zustand des Reiches „uns nötigt, dass wir nach Erwerb der (dänischen) Krone uns nach Norwegen begeben, um den Aufstand zu beenden, der als Fortsetzung des früheren Krieges dabei ist, sich in diesem Reich auszubreiten, und um die Krone dieses Reiches auf uns mit Zustimmung des norwegischen Reichsrates auf die gleiche Weise zu übertragen, wie wir dies bei einer früheren Expedition auf glückliche Weise für das gleiche Reich erzwungen haben.“ Wahrscheinlich bezieht sich der Hinweis auf die Gewinnung der Krone auf einer vorigen Expedition auf die erzwungene Königswahl durch die Ratsmitglieder von Sønnenfjelske Norge im Jahre 1535. Wichtig ist aber, dass der norwegische Reichsrat als funktionstüchtig angesehen wird und von zwei Kronen die Rede ist. Auch in anderen Briefen spricht der König von der gesonderten norwegischen Krone. Damit wich seine Politik deutlich von seinem Versprechen in der Wahlkapitulation ab. Dies wird noch dadurch verstärkt, dass er Münzen mit der Inschrift „Rex Norvegiæ“ prägen ließ. Aus den Quellen geht weiterhin hervor, dass die Auflösung des norwegischen Reichsrates nicht ein Schritt der Eingliederung Norwegens ins dänische Reich war, sondern sich gegen die als politisch unzuverlässig betrachtete Institution richtete.
In späteren völkerrechtlichen Verhandlungen wurde Norwegen immer als selbständiges Reich behandelt. In den Wahlkapitulationen verpflichteten sich die Könige, sich darum zu bemühen, die Orkaden und andere ehemals zu Norwegen gehörende Inseln in der Nordsee und im Atlantik wieder zurückzubekommen. 1560 erinnert die Regierung den König daran, dass er die Herrschaft über Orkney wieder an das norwegische Reich zu bringen habe. 1585 sollte die dänische Gesandtschaft König Jacob darüber unterrichten, „als wir ... anno 1559 jnn vnsere konniglich Regierung getretten vnd die Orcades wiederrumb zu vnserer Cron Norwegen zubringen vnd zulosen kegen vnsern algemeinen Reichs Stenden gleich vnsern hochloblichen, seligen herrn vorfarn verplichtett, hetten wir also baldt A° 60 wiederumb an den herrn Gubernatorn Regni Scotiæ geschrieben.“
1651 wurden die ersten merkantilistischen Zollbestimmungen erlassen. Darin wurde Norwegen allen übrigen Provinzen gleichgestellt. 1672 wurde dann der Zoll zwar aufgehoben, aber für Norwegen galt eine Sonderregelung mit sehr niedrigem Zoll.
Der Zusatz zum Grenzvertrag zwischen Norwegen und Schweden vom 21. Septemberjul. / 2. Oktober 1751greg. (in Schweden galt noch der julianische Kalender) trägt den Titel: „Første Codicill og Tilleg Til Grendse-Traktaten imellem Konge-Rigerne Norge og Sverrig Lapperne Betreffende“ (Erstes Kodicill und Zusatz zum Grenzvertrag zwischen den Königreichen Norwegen und Schweden die Samen betreffend).